# Païssa
Païssa és una possessió del terme de Llucmajor, Mallorca, situada al llevant del terme municipal.
El topònim Païssa sembla que prové del llinatge d'un dels primers propietaris. En el Llibre del Repartiment de Mallorca hi consta que Geraldi de Paliza rep unes terres anomenades alqueria Benidenj Abinzafora de 4 jovades, que es pot correspondre amb els llinatges del Principat: Pallisa o Pahissa.
Entre 1413 i 1425 era propietat del patró de galera Tomàs Pelegrí. El 1486 fou adquirida per Bernat Nicolau. L'any 1570 era de Joan Sastre, al qui la comprà Arnau de Santacília i fou d'aquesta família durant dos segles. El 1882 passà a Maria Francesca Dameto i Safortesa i ja el 1945 era de Pere Morell i Olesa. El 1862 l'extensió de Païssa era de 497 quarterades, de les quals 200 eren de cultiu. El 1891 hi havia sembrats 2 251 ametlers, 461 figueres, 85 garrovers i 47 fruiters.

## Les cases
Les cases són molt espaioses i s'alcen sobre un vistós promontori. Presenten una façana noble amb un portal d'arc de mig punt coronat per un escut representant la família Morell. Aquest escut és flanquejat per dues finestres balconeres, damunt hi ha un rellotge de sol. Afegit a les cases hi ha l'oratori, datat de 1892 i dedicat a la Nativitat del Senyor amb un quadre que presideix l'altar. Antigament tenia un gran celler. En aquesta possessió hi ha dos rellotges de sol de 1886, en un dels quals hi ha inscrita la sentència: Sol me vos umbra regit.

## Jaciments arqueològics
A les terres de Païssa hom hi troba dos jaciments arqueològics: Restes prehistòriques de Païssa - s'Hortal Cuitor, que fou un antic poblat prehistòric; Restes prehistòriques de Païssa - sa Pleta, que són restes molt disperses d'un possible poblat.